# 2 Samuel 22
2 Samuel 22 es el vigesimosegundo capítulo del Segundo Libro de Samuel en el Antiguo Testamento de la Biblia cristiana o la primera parte de los Libros de Samuel en la Biblia hebrea. Según la tradición judía, el libro se atribuyó al profeta Samuel, con adiciones de los profetas Gad y Natán, pero muchos eruditos modernos lo ven como una composición de varios textos independientes de diversas épocas, desde el 630-540 a. C. aproximadamente.  Este capítulo contiene un Canto de Acción de Gracias atribuido al rey David que corresponde al Salmo 18. Se encuentra dentro de una sección que comprende 2 Samuel 21-24 que contiene los apéndices de los Libros de Samuel.

## Texto
Este capítulo fue escrito originalmente en el idioma hebreo. Está dividido en 33 versículos.

### Testigos textuales
Algunos manuscritos antiguos que contienen el texto de este capítulo en hebreo son de la tradición del Texto Masorético, que incluye el Códice de El Cairo (895), el Códice de Alepo (siglo X) y el Códice de Leningrado (1008). Se encontraron fragmentos que contienen partes de este capítulo en hebreo entre los Rollos del Mar Muerto, incluido el 4Q51 (4QSama; 100-50 a. C.) con los versículos 3-4, 9-10 y 12 existentes.
Entre los manuscritos antiguos existentes de una traducción al griego koiné conocida como la Septuaginta (originalmente realizada en los últimos siglos a. C.) se encuentran el Códice Vaticano (B; {\displaystyle \ ara{G}}B; siglo IV) y el Códice Alejandrino (A; {\displaystyle \ ara{G}}A; siglo V).

## Análisis
La canción celebra los logros del rey David como obras maravillosas de Dios, lo que es muy similar al Salmo 18, con solo pequeñas diferencias, atribuidas a posibles errores de los escribas o al proceso de transmisión. Según Charles y Emilie Briggs en la serie «Comentario crítico internacional», el Salmo 18 tomó material prestado de 2 Samuel 22, que pudo haber sido escrito por el propio David, con adiciones posteriores en el salmo por múltiples editores que lo adaptaron para su uso en el culto público.  El Comentario del púlpito sugiere que «la introducción —David habló al Señor las palabras de esta canción el día en que el Señor lo libró de la mano de todos sus enemigos y de la mano de Saúl— fue probablemente escrita por el profeta que compiló los Libros de Samuel. El escriba que recopiló el Libro de los Salmos sería un sacerdote, y lo ha repetido con uno o dos añadidos».  En general, se reconoce que el lenguaje del poema es arcaico, y los intentos anteriores de fecharlo en el período macabeo (siglo II a. C.) «se han abandonado en favor del siglo X a. C.» . El análisis encuentra dos poemas antiguos del período monárquico: (1) versículo 2-20 y (2) versículos 29-31, 35-51), que se vincularon con la adición de los versículos 21-28, el versículo 1 y el versículo 51a. Las canciones combinadas celebran dos aspectos de la vida de David: la liberación de sus enemigos y sus conquistas militares.
Este capítulo tiene la siguiente estructura: 
El íncipit: Dios libró a David (22:1)
A. Introducción: David invoca a Dios, su salvador (22:2-4)
B. David recuerda que Dios escuchó su clamor (22:5-7)
C. Teofanías climáticas: Dios ganó las batallas de David (22:8-16)
D. David canta su liberación por Dios (22:17-20)
E. El legado de David: su rectitud (22:21-25)
E'. Dios libera a todos los justos (22:26-28)
D'. David canta las victorias que Dios le dio (22:29-31)
C'. David fue victorioso con la ayuda de Dios (22:32-43)
B'. Lo que Dios hizo por David (22:44-46)
A. Conclusión: David alaba a Dios por su amor inquebrantable (22:47-51)
La inclusión de esta canción o «salmo» (secciones A/A') está marcada por la apelación a Dios como «mi roca» (22:3 y 22:47). El siguiente paréntesis, secciones B/B', equilibra la súplica de David con la respuesta de Dios: David clamó (22:7) y Dios rescató (22:44). Las secciones C/C' contienen teofanías divinas (22:11: «se le vio sobre las alas del viento») y lo que David logró con ese apoyo divino (22:38: «perseguí a mis enemigos y los destruí»). Las secciones D/D' muestran en paralelo cómo Dios rescató a David (22:18: «Me libró de mi poderoso enemigo») y cómo Dios preparó a David como su guerrero (22:35: «Entrena mis manos para la guerra»). El centro de este canto (secciones E/E) contiene los temas principales que definen a David para las generaciones futuras.

## Incipit (22:1)
Entonces David pronunció ante el Señor las palabras de esta canción, el día en que el Señor lo había liberado de las manos de todos sus enemigos y de las manos de Saúl.
Este versículo contiene el título de la canción, que generalmente se refiere a la protección de David frente a Saúl y sus enemigos, sin centrarse en ningún acontecimiento en particular.

## Versículos 2-20
El tema principal del primer poema, que comprende los versículos 2-20, es el rescate de David de sus enemigos, con la ayuda de Dios, en la imagen de una roca como lugar de refugio (versículos 2-4), y como una teofanía (versículos 8-20) de que Dios respondió a su grito de ayuda (versículo 7) cuando estaba en peligro a manos de los enemigos (versículos 5-6). 

## Versículos 21-28
Los versículos de transición 21-28 contienen rastros del lenguaje deuteronomista, siendo los clichés más obvios: «los caminos del SEÑOR» (cf. Deuteronomio 8:6; Deuteronomio 10:11, etc.), «juicios y estatutos» (Deuteronomio 4:5; Deuteronomio 5:1, etc.).   proclaman la inocencia de David, señalando (según el comentarista bíblico Alexander Kirkpatrick) «los primeros años del reinado de David en lugar de los últimos, ensombrecidos como estaban por las fatales consecuencias de su pecado» (su adulterio con Betsabé), con sus fatídicas consecuencias que se cernieron sobre David durante el resto de su vida.  Kirkpatrick asocia esta canción con el período de paz descrito en 2 Samuel 7:1, pero después de la visita de Nathan cuando proclama el pacto de Dios con David «y sus descendientes para siempre».  reafirma el tema de la ayuda de Yahweh a los inocentes y puros en una declaración cuádruple, que «se ha descrito como una cuarteta antigua»

## Versículos 29-51
La segunda sección poética (versículos 29-51) se centra más en «las victorias de David sobre sus enemigos», por lo que esta parte se ha denominado «canto de victoria real». La mención de David y sus descendientes solo en la última frase de la canción es una «característica paralela en otras canciones de victoria», por lo que no debe considerarse una adición, sino original.

### Versículo 50
Por eso te daré gracias, oh Señor, entre las naciones,
Y cantaré alabanzas a tu nombre. 
- Citado en Romanos 15:9[30]

### Versículo 51
«Él es la torre de la salvación de su rey»,
Y muestra misericordia a su ungido,
A David y a sus descendientes para siempre«“”
- »Torre": de מגדיל; escrito: migdil; leído: migdol.[32]
- «Misericordia» (hebreo: חסד; khesed[32]): «amor constante» (NRSV) o «lealtad».[33]
- «Ungido» (de la palabra hebrea: מָשִׁיחַ; mashiach[32]): «Mesías».[33]
- «Sus descendientes»: apoyando una declaración prospectiva de que Dios también mantendría el pacto con los descendientes de David.[34]

### Comentarios sobre Samuel
- Auld, Graeme (2003). «1 & 2 Samuel».  En James D. G. Dunn and John William Rogerson, ed. Eerdmans Commentary on the Bible. Eerdmans. ISBN 9780802837110.
- Bergen, David T. (1996). 1, 2 Samuel. B&H Publishing Group. ISBN 9780805401073.
- Gordon, Robert P. (1999). I & II Samuel, A Commentary. Zondervan. ISBN 978-0310230229.
- Hertzberg, Hans Wilhelm (1964). I & II Samuel, A Commentary (trans. from German 2nd edition 1960 edición). Westminster John Knox Press. p. 19. ISBN 978-0664223182.
- Tsumura, David Toshio (2007). The First Book of Samuel. Eerdmans. ISBN 9780802823595.

### General
- Breytenbach, Andries (2000). «Who Is Behind The Samuel Narrative?».  En Johannes Cornelis de Moor and H.F. Van Rooy, ed. Past, Present, Future: the Deuteronomistic History and the Prophets. Brill. ISBN 9789004118713.
- Coogan, Michael David (2007).  Coogan, Michael David; Brettler, Marc Zvi; Newsom, Carol Ann et al., eds. The New Oxford Annotated Bible with the Apocryphal/Deuterocanonical Books: New Revised Standard Version, Issue 48 (Augmented 3rd edición). Oxford University Press. ISBN 978-0195288810.
- Fitzmyer, Joseph A. (2008). A Guide to the Dead Sea Scrolls and Related Literature. Grand Rapids, MI: William B. Eerdmans Publishing Company. ISBN 9780802862419.
- Halley, Henry H. (1965). Halley's Bible Handbook: an abbreviated Bible commentary (24th (revised) edición). Zondervan Publishing House. ISBN 0-310-25720-4. (requiere registro).
- Hayes, Christine (2015). Introduction to the Bible. Yale University Press. ISBN 978-0300188271.
- Jones, Gwilym H. (2007). «12. 1 and 2 Samuel».  En Barton, John; Muddiman, John, eds. The Oxford Bible Commentary (first (paperback) edición). Oxford University Press. pp. 196-232. ISBN 978-0199277186. Consultado el 6 de febrero de 2019.
- Klein, R.W. (2003). «Samuel, books of».  En Bromiley, Geoffrey W, ed. The International Standard Bible Encyclopedia. Eerdmans. ISBN 9780802837844.
- Knight, Douglas A (1995). «Chapter 4 Deuteronomy and the Deuteronomists».  En James Luther Mays, David L. Petersen and Kent Harold Richards, ed. Old Testament Interpretation. T&T Clark. p. 62. ISBN 9780567292896.
- Ulrich, Eugene, ed. (2010). The Biblical Qumran Scrolls: Transcriptions and Textual Variants. Brill.
- Würthwein, Ernst (1995). The Text of the Old Testament. Grand Rapids, MI: Wm. B. Eerdmans. ISBN 0-8028-0788-7. Consultado el 26 de enero de 2019.

- Datos: Q12470301